# Michel Maille

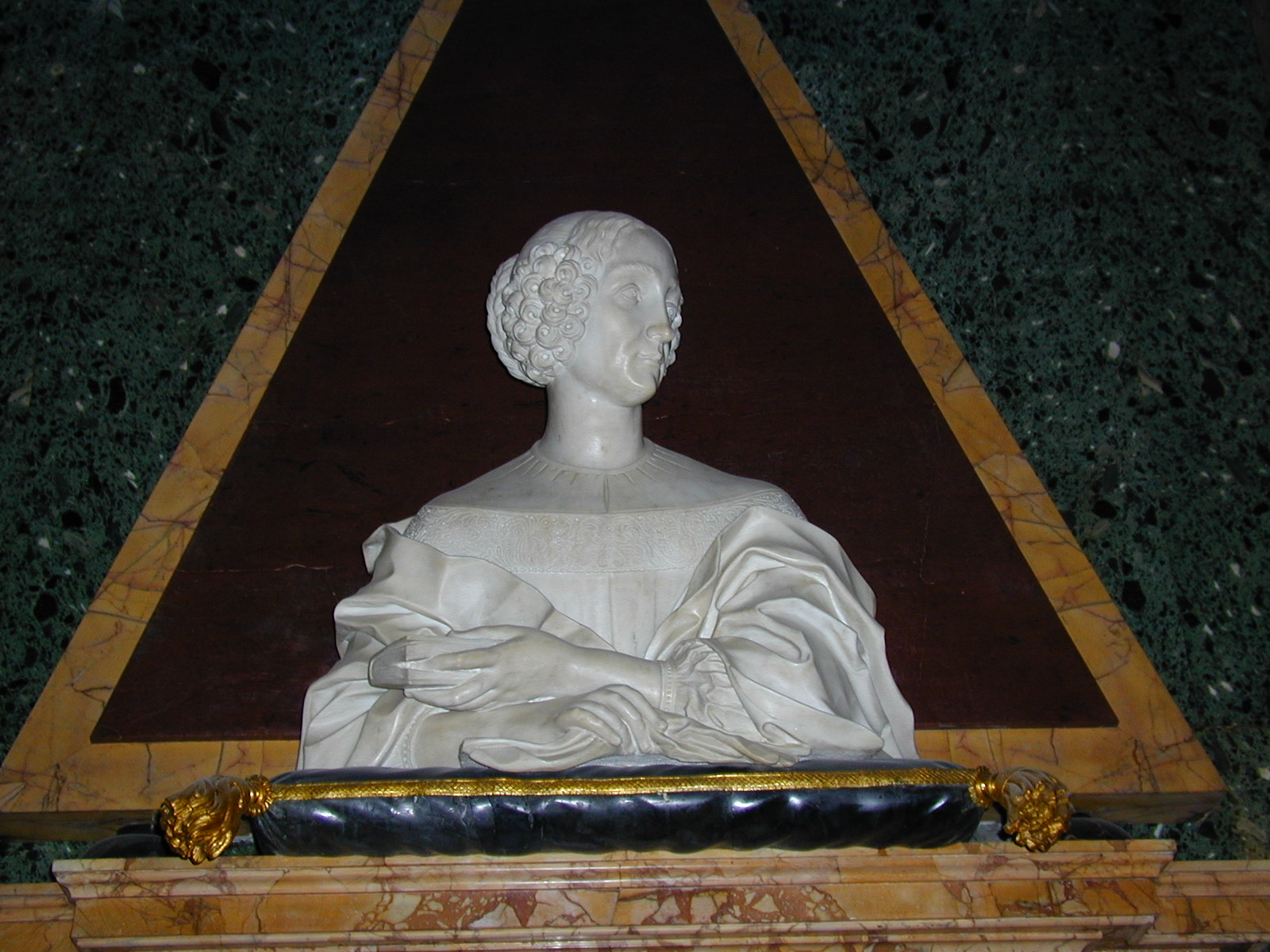
Vittoria Parabiacchi Altieris byst i Santa Maria in Campitelli i Rom.

Michel Maille, i Italien benämnd Michele Maglia, född omkring 1643 i Franche-Comté, Frankrike, död 1703, var en fransk barockskulptör, som verkade i Rom från 1672.
Maille har bland annat utfört en skulptur föreställande det spanska helgonet Pedro av Alcántara i kyrkan Santa Maria in Aracoeli på Capitolium.

## Verk i urval
- Gravmonument över Ercole och Luigi Bolognetti (osäker attribuering) – Gesù e Maria[2][3]
- Den helige Pedro av Alcántara (1682) – Santa Maria in Aracoeli[4][5]
- Vittoria Parabiacchi Altieris byst (fullbordad av Giacomo Antonio Lavaggi) – Cappella Albertoni Altieri, Santa Maria in Campitelli[6]
- Attikaskulptur – Santa Maria dei Miracoli[7]
- Den helige Albertus Magnus – högaltaret, Santa Maria in Traspontina[8][9]
- Den helige Filippo Neri – Oratorio dei Filippini[10]
- Den helige påven Cornelius – fasadskulptur, Santa Maria in Trastevere[11]
- Frälsaren (1695) – Museo nazionale di Castel Sant'Angelo[12]